# Eiseliana koehleri
Eiseliana koehleri is een vlinder uit de familie van de Lycaenidae. De wetenschappelijke naam van de soort is voor het eerst geldig gepubliceerd in 1978 door Ajmat de Toledo.